# 弗里多姆 (加利福尼亞州)
弗里多姆（英語：Freedom）是位於美國加利福尼亞州聖塔克魯茲縣的一個人口普查指定地區。

## 地理
弗里多姆的座標為36°56′26″N 121°47′22″W / 36.94056°N 121.78944°W，而該地最高點為海拔高度38米（即125英尺）。

## 人口
根據2010年美國人口普查的數據，弗里多姆的面積為2.859平方千米，均為陸地。當地共有人口3070人，而人口密度為每平方千米1,073人。